# Янгон
Янго́н, ранее — Рангу́н (бирм. ရန်ကုန်, jàɴɡòʊɴ MLCTS: Rangun — Янгоун) — крупнейший город и столица Мьянмы с 1948 по 2005 годы. До переименования в 1989 был известен под названием Рангун и являлся столицей Бирмы с момента обретения страной независимости в 1948 году. Население — около 7 млн человек. Важнейший экономический, культурный и образовательный центр страны. Крупный транспортный узел. 6 ноября 2005 года резиденция правительства перенесена в Нейпьидо.
В сравнении с другими городами Юго-Восточной Азии в Янгоне сохранилось наибольшее число зданий колониальной эпохи.

## Этимология
Первоначально на месте города была деревня Оуккала, с XI века — Дагон. В 1775 году поселение переименовано в Янгон — сочетание двух бирманских слов — ян и коун — которые в переводе соответственно означают «враги» и «закончиться». Таким образом, название города можно перевести как «Конец вражды». Колониальное название Рангун, скорее всего, возникло в результате англизации произношения названия города на араканском диалекте бирманского языка: [rɔ̀ɴɡʊ́ɴ]. До 1989 года в русском употреблялось искажённое английское название города — Рангун.

## История города

### Ранний период
Янгон имеет богатую и древнюю историю. Как утверждают археологи ещё в V в. до н. э. здесь, на берегу реки Янгон, существовало поселение под названием Оккала. Жители Оккалы занимались в основном рыбной ловлей. В начале XI века (в 1028—1043 гг.) на месте Оккалы возникло поселение народа мон, ставшее известным как Дагон. Дагон был небольшой рыбацкой деревней, выросшей вокруг пагоды Шведагон. В 1755 году король Алаунпайя завоевал Дагон и переименовал его в «Янгон». Британцы оккупировали Янгон во время Первой Англо-Бирманской войны (1824—1826), однако город был возвращён бирманцам после окончания войны. Город был разрушен пожаром 1841 года.

### Колониальный период
Британцы установили контроль над Янгоном и всей Нижней Бирмой по итогам Второй Англо-Бирманской войны в 1852 году. Британская администрация последовательно превратила Янгон в коммерческий и политический центр Британской Бирмы. Янгон был местом ссылки последнего императора империи Великих Моголов Бахадур Шаха II, после индийского восстания 1857 года. Основываясь на плане армейского инженера лейтенанта Александра Фрейзера британцы построили новый город с правильной сеткой кварталов в дельте, на участке, ограниченном с востока рекой Пазундонг Крик, а с юга и запада — рекой Янгон. Янгон стал столицей всей Британской Бирмы после капитуляции Верхней Бирмы в результате Третьей Англо-Бирманской войны в 1885 году При британцах был основан центральный госпиталь Рангуна и Рангунский университет.
Колониальный Янгон, с его парками и озёрами, смешением западной и традиционной деревянной архитектуры, получил известность как «город-сад Востока».
Перед началом Второй мировой войны около 55 % из полумиллионного населения Янгона составляли выходцы из Индии и других стран Южной Азии, и только треть — бирманцы. Оставшуюся часть населения составляли карены, бирманские китайцы, англо-бирманцы и другие.
Янгон был центром национально-освободительного движения во главе со студентами-коммунистами из Рангунского университета. Три общенациональные забастовки против британского владычества в 1920, 1936 и 1938 году начинались в Янгоне.
С 1942 по 1945 год Янгон был оккупирован японскими войсками. Освобождён союзниками в мае 1945 года. Город сильно пострадал во время войны.
4 января 1948 года Янгон стал столицей Бирманского союза.

### Современный Янгон
Вскоре после обретения Бирмой в 1948 году независимости многие колониальные названия улиц и парков были заменены на бирманские. В 1989 году городу возвращено название Янгон, сменившее английское Рангун. В постколониальный период Янгон активно застраивался. В 1950-е как города-спутники были застроены такие районы города как Такета, Северная и Южная Оккалапа, в 1980-е — Хлайнтайа, Швепита и Южный Дагоун. Сегодня. площадь Большого Янгона составляет примерно 600 км².

## Физико-географическая характеристика
Янгон расположен в Нижней Мьянме у слияния рек Янгон и Пегу примерно в 30 км от залива Моутама (Мартабан).
Климат
Климат Янгона субэкваториальный. С мая по октябрь длится сезон дождей, в который выпадает большая часть годовой нормы осадков; в сухой сезон (с ноября по апрель) количество осадков минимально. В сухой сезон погода жаркая: средний максимум достигает +37 °C в апреле, средний минимум при этом +24,3 °C.
| Показатель                                  | Янв. | Фев. | Март | Апр. | Май  | Июнь | Июль | Авг. | Сен. | Окт. | Нояб. | Дек. | Год  |
| ------------------------------------------- | ---- | ---- | ---- | ---- | ---- | ---- | ---- | ---- | ---- | ---- | ----- | ---- | ---- |
| Абсолютный максимум, °C                     | 37,8 | 38,3 | 39,4 | 41,1 | 40,6 | 36,7 | 33,9 | 33,9 | 34,4 | 35,0 | 35,0  | 35,6 | 41,1 |
| Средний суточный максимум, °C               | 32,2 | 34,5 | 36,0 | 37,0 | 33,4 | 30,2 | 29,7 | 29,6 | 30,4 | 31,5 | 32,0  | 31,5 | 32,3 |
| Средняя температура, °C                     | 25,1 | 26,9 | 28,8 | 30,7 | 29,2 | 27,4 | 26,9 | 26,9 | 27,3 | 27,9 | 27,2  | 25,3 | 27,5 |
| Средний суточный минимум, °C                | 17,9 | 19,3 | 21,6 | 24,3 | 25,0 | 24,5 | 24,1 | 24,1 | 24,2 | 24,2 | 22,4  | 19,0 | 22,6 |
| Абсолютный минимум, °C                      | 12,8 | 13,3 | 16,1 | 20,0 | 20,6 | 21,7 | 21,1 | 20,0 | 22,2 | 21,7 | 16,1  | 12,8 | 12,8 |
| Норма осадков, мм                           | 5    | 2    | 7    | 15   | 303  | 547  | 559  | 602  | 368  | 206  | 60    | 7    | 2681 |
| Источник: World Meteorological Organisation |      |      |      |      |      |      |      |      |      |      |       |      |      |

## Административно-территориальное деление
Янгон управляется Комитетом по развитию Янгона (YCDC). Комитет также координирует вопросы городского планирования. Город разделён на 4 округа. Округа объединяют 33 района. Каждый район управляется комитетом районных лидеров, которые принимают решения по вопросам благоустройства и развития инфраструктуры. Их юрисдикция не распространяется на города-спутники.
| Западный округ (Даунтаун)                                                                        | Восточный округ | Южный округ                                                                    | Северный округ                                                         |
| ------------------------------------------------------------------------------------------------ | --- | ------------------------------------------------------------------------------ | ---------------------------------------------------------------------- |
| - Ахлон - Бахан - Дагоун - Киаюктада - Кимидьин - Ланмадау - Латха - Пабедан - Санджаун - Сейкан | - Ботатаунг - Дагоун Сейкан - Восточный Дагоун - Северный Дагоун - Северная Оккалапа - Пазундаун - Южный Дагоун - Южная Оккалапа - Тинганджун | - Мингала Таунгниунт - Дала - Даубон - Сейчи Канаунто - Тамве - Такета - Янкин | - Инсэйн - Хлайн - Хлайнтайа - Камают - Маянгон - Мингаладон - Швепита |

## Население
Янгон — самый густонаселённый город Мьянмы, однако оценки численности населения города очень различны (последняя перепись населения в Мьянме проводилась в 1983 году). По оценке ООН, в 2010 году население города составило 4,35 миллиона человек, однако согласно оценке Государственного департамента США 2009 года население города составляло 5,5 миллиона человек. Скорее всего, оценка Государственного департамента США точнее, поскольку оценка ООН не учитывает расширения границ города за последние два десятилетия. После 1948 года население города значительно выросло за счёт миграции населения из других регионов страны (в основном, собственно бирманцев) в такие города-спутники как Южная Оккалапа и Такета в 1950-е и в Восточный, Северный и Южный Дагоун в 1990-х. Решение о переносе столицы в Нейпьидо стало причиной переезда неизвестного количества гражданских служащих.
Янгон — наиболее многонациональный город страны. Если до Второй мировой войны относительное большинство населения Янгона составляли индийцы, то сегодня большинство населения города имеют бирманское происхождение. Крупные общины составляют выходцы из Индии и других стран Южной Азии и бирманские китайцы, всё ещё преимущественно проживающие в кварталах, прилегающих к центру города. Не являются редкостью смешанные браки — особенно между бирманцами и китайцами. Также в городе проживает значительное число араканцев и каренов.
Основным языком общения является бирманский. Популярными языками для изучения, помимо английского, являются китайский[какой?], японский, французский и корейский.

## Экономика
Янгон — главный торговый и промышленный центр страны, центр индустрии развлечений и туризма. В городе производится пятая часть валового внутреннего продукта Мьянмы. Согласно данным официальной статистики за 2010—2011 налоговый год, размер экономики Янгона составил 8,93 триллионов кьятов, или 23 % национального ВВП
Город — ключевой коммерческий центр Нижней Мьянмы для всех видов товаров — от основных продуктов питания до подержанных автомобилей, хотя развитию торговли существенно препятствует неразвитый банковский сектор и состояние инфраструктуры. В Янгоне расположен рынок Баиннаунг — крупнейший центр торговли рисом, фасолью, бобовыми и другими сельскохозяйственными товарами. Также в Янгоне расположен крупнейший и наиболее загруженный порт страны — Тхилава. В Янгоне велика доля неофициальной торговли, основным местом которой являются уличные рынки, расположенные вдоль улиц Даунтауна. Однако 17 июня 2011 года, Городской комитет по развитию объявил о грядущем запрете торговли на улицах (была разрешена с трех часов дня), и разрешении уличной торговли только в районах проживания. С 1 декабря 2009 года в Янгоне запрещено использование полиэтилена высокой плотности и пластиковых пакетов
промышленность создаёт значительное число рабочих мест. Янгон окружает как минимум 14 промышленных зон, на 4 300 предприятиях, расположенных в которых, по состоянию н 2010 года было занято около 150 000 рабочих. Город — центр швейной промышленности, её продукция ежегодно экспортируется из страны на сумму 292 миллионов долларов США. Для более 80 % фабричных рабочих занятость является постоянной. Многие из них молодые женщины в возрасте от 15 до 27 лет, которые прибыли в Янгон из других районов страны в поисках лучшей жизни. Промышленность страдает от структурных (например, хронический недостаток мощностей) и политических (экономические санкции) проблем. В 2008 году потребность 2 500 фабрик Янгона в электроэнергии составляла 120 MW, потребности всего города оценивались от 250 MW до 530 MW. Хроническая нехватка электроэнергии является причиной ограничения работы промышленных предприятий с 6 до 8 вечера
Важным источником занятости также является строительство. На индустрии негативно сказался переезд многих правительственных учреждений и гражданских служащих в Нейпьидо. Согласно новым строительным нормативам, принятым в августе 2009 года, застройщики обязаны предусматривать создание не менее 12 парковочных мест на каждый этаж возводимого здания. В 2009—2010 фискальном году было выдано только 334 разрешения на строительство (582 в 2008—2009 году).
Важным источником поступления иностранной валюты является туризм, хотя в сравнении с другими странами Юго-Восточной Азии поток туристов является незначительным — около 250 000 до Шафрановой революции в сентябре 2007 года. Число туристов упало после Шафрановой революции и урагана Наргиз. Недавнее улучшение политического климата в стране привлекает всё большее число иностранных туристов и предпринимателей. В 2011 году пассажиропоток международного аэропорта Янгона составил 300 000 до 400 000 человек. Однако, из-за недоинвестирования только 3000 из общего числа 8000 гостиничных мест «пригодны для размещения туристов».

## Образование
В Янгоне расположены лучшие образовательные учреждения Мьянмы. Однако в городе ярко выражено неравенство возможностей между бедными и богатыми школами. Практически лишённые государственного финансирования, школы вынуждены полагаться на добровольные и принудительные сборы и пожертвования со стороны родителей, что является причиной оставления учёбы многими учениками из бедных семей.
Высшее образование
В Янгоне расположено около 20 университетов и колледжей, в том числе старейший и наиболее известный университет Мьянмы — Янгонский университет, однако сегодня он готовит в основном аспирантов и не реализует программы бакалавриата. После национального восстания 1988 года, военное правительство закрыло университет и перевело большую часть студентов университета в новые вузы, такие как Университет Дагоуна, Университет Восточного Янгона и Университет Западного Янгона. Тем не менее, лучшие вузы страны по-прежнему находятся в Янгоне. Некоторые специальности можно получить только в вузах города. Наиболее популярными из них являются Первый и Второй медицинские университеты, Янгонский технологический университет, Университет компьютерных исследований и Морской университет Мьянмы.

## Транспорт
Янгон — крупнейший транспортный узел страны.

### Воздушный транспорт
Международный аэропорт Янгон, расположенный в 19 км от центра города, является главной воздушной гаванью страны. Из него осуществляются прямые рейсы в крупнейшие города Азии — Дакку, Ханой, Хошимин, Гонконг, Токио, Пекин, Сеул, Гуанчжоу, Тайбэй, Бангкок, Куала-Лумпур, Куньмин и Сингапур, а также внутренние рейсы по 20 направлениям, основные из них — в Паган, Мандалай, Хехо, Нгапали и Нейпьидо.

### Железнодорожный транспорт
Центральный вокзал Янгона — главный терминал железных дорог Мьянмы — сети с общей протяжённостью 5403 км.
Кольцевая железная дорога Янгона протяжённостью 45,9 км, насчитывающая 39 станций, связывает пригороды Янгона. На поезда, курсирующие по линии, ежедневно продаётся около 150 000 билетов.

### Автотранспорт
Общая протяжённость автодорог Янгона составляет 4 456 км (по состоянию на март 2011 года). Большинство дорог находятся в плачевном состоянии и не справляются с потоком машин. Большая часть жителей города не может позволить себе иметь личный автомобиль и пользуется общественным транспортом. На примерно 3000 маршрутах публичных и частных перевозчиков действует порядка 6 300 автобусов, перевозящих порядка 4,4 миллионов пассажиров в день. Все автобусы и 80 % такси в Янгоне работают на сжатом природном газе в соответствии с правительственным указом 2005 года. В городе действует два междугородних автовокзала
С 1970 года в Янгоне действует правостороннее движение. Тем не менее, на дорогах города до сих пор можно встретить довольно много праворульных автомобилей, переделанных для левостороннего движения (в основном, ввезённых из Японии).

### Водный транспорт
4 главные пассажирские пристани Янгона, расположенные в центре города, обслуживают в основном местные паромы, следующие в Далу, Танхльин и дельту Иравади. 35-км канал Тванте является наиболее коротким путём, связывающим с 1990-х Янгон и дельту Иравади.

### Общественный транспорт
Шестикилометровая трамвайная линия была открыта в Янгоне 11 января 2016 года, на ней используются подержанные вагоны, доставленные из Японии.

## Достопримечательности
- Огромная золотая ступа Шведагон возвышается над городом. Вокруг ступы — храмовый комплекс из нескольких десятков павильонов. Для иностранцев оборудованы специальные лифты, чтобы не подниматься на платформу по сотням ступеней. По периметру платформа разделена на 8 частей, соответствующих 8 светилам и 8 дням недели (в традиционном бирманском астрологическом календаре среда делится на две части). В каждой из восьми секций находятся павильоны, где располагаются святилища духов-натов. По традиции подношения натам и медитации в павильоне, соответствующем дню недели, когда человек родился, приводят к исполнению желаний. В одном из павильонов висит колокол, который англичане, пытаясь увезти, утопили в реке, а бирманские инженеры вытащили из ила и поставили обратно. Напротив Шведагона — ещё одна пагода меньшего размера — Маха Визая, которая, тем не менее, не имеет для верующих особого сакрального значения и посещается значительно хуже. Её возвел в 1980 году генерал Не Вин, правивший страной в 1962—1988 годах, чтобы, по примеру государей древности, улучшить собственную карму.
- Ступа Суле, расположенная в самом центре города на перекрестке главных улиц, по преданию, хранит волос Будды. У ступы Суле приносят цветы буддам дней недели и поливают их водой.

- В комплексе Ботатхаун вокруг ступы построен зеркальный лабиринт с золотыми реликвиями последнего короля Бирмы Миндона.
- Ступа Каба Эй была построена по предложению первого премьер-министра независимой Бирмы У Ну к 6-му Всемирному буддийскому Синоду, состоявшемуся в 1954—1956. Вокруг ступы стоят изображения Будды, привезённые из всех буддийских стран мира.
- Огромный лежащий Будда находится в павильоне Чаутхачжи пайя. На ступнях — рисунок «следа» Будды, по которому астрологи определили его будущее.
- Синагога Мусмеах Ешуа, основанная ещё во время английского владычества. Большинство еврейских семей давно уехали из Бирмы, и синагога обслуживает преимущественно посольства и иностранцев.
- Национальный музей Мьянмы

## Города-побратимы
- Катманду, Непал
- Палангкарая, провинция Центральный Калимантан, Индонезия
- Янчжоу, провинция Цзянсу, Китай
- Куньмин, провинция Юньнань, Китай
- Наньнин, Гуанси-Чжуанский автономный район, Китай
- Пусан, Республика Корея (2012)
- Фукуока, Япония (2016)
- Хошимин, Вьетнам[45]